# Narciso Ventalló
Narciso Ventalló  Surrallés (en catalán: Narcís Ventalló i Surrallés, Tarrasa, Barcelona, 17 de octubre de 1940 -  ibídem, 21 de diciembre de 2018) fue un jugador de hockey sobre hierba español. Su logro más significativo fue una medalla de bronce en los juegos olímpicos de Roma 1960 con la selección de España.

## Participaciones en Juegos Olímpicos
- Roma 1960, medalla de bronce.
- Tokio 1964, cuarto puesto.
- México 1968, sexto puesto.